# Thelidium rehmii
Thelidium rehmii är en lavart som beskrevs av Zschacke. Thelidium rehmii ingår i släktet Thelidium och familjen Verrucariaceae.  Arten är reproducerande i Sverige. Inga underarter finns listade i Catalogue of Life.